# 辜金良
辜金良（1915年10月26日—2005年1月6日），嘉義廳樸仔腳（今嘉義縣朴子市）人，曾經加入中國共產黨。畢業於朴子公學校（今嘉義縣朴子市朴子國民小學），1937年後往來臺灣及中國大陸間從事貿易工作，1945年加入中國共產黨台灣省工作委員會成為交通員傳遞情報，1950年遭逮捕入獄，1964年5月出獄，1965年透過難友陳明忠介紹與許金玉結縭，從事養鴨暨經營蛋行事業致富，此後終生以追求兩岸統一為職志。2005年1月6日病逝。

## 生平

### 早年
辜金良於1915年（大正3年）生於嘉義廳樸仔腳（今嘉義縣朴子市）。由於受到祖母的影響，早在幼年反日思想即深植辜金良心中。1924年進入朴子公學校就讀，四年級時曾辱罵台籍教師「日本狗」慘遭毒打。1930年畢業後，以經營家中雜貨店為生。

### 左翼青年
1920年代，台灣文化協會與台灣農民組合在街頭經常有演講活動，1930年辜金良透過聆聽演講結識台灣農民組合朴子支部幹部李天生、許分，接觸社會主義思想。透過閱讀《新青年》及魯迅等作者的著作，辜金良思想開始左傾。1935年辜金良經李天生介紹認識楊逵。1936年，楊逵創辦刊物《台灣新文學》，辜金良協助募款並資助發行；1937年6月《台灣新文學》停刊，辜金良返回朴子。
1937年，中國抗日戰爭全面爆發，辜金良為躲避徵兵潛往日本投靠許分，不久即遭到逮捕遣返台灣。返台後辜金良投靠楊逵，住在「首陽農場」，後轉往高雄，先後任職於唐榮鐵工廠與大榮鐵工廠。途中遇見昔日好友李天生，遂被派往南京，負責南京分公司業務。辜金良在中國大陸及台灣間往返，熟稔貿易，離職後進入日人經營的「岩上洋行」，成為與皖北新四軍貿易的商販。
1945年台灣光復後，辜金良返台並帶回許多左翼書刊。1946年，劉啟光發行《臺灣評論》，楊逵與王萬得、蘇新、廖瑞發等成員都參與編輯工作。辜金良經由楊逵的介紹認識了李喬松，1946年5月，辜金良應王萬得、李水井、吳思漢、李舜雨的要求，同赴上海台灣同鄉會與李偉光會面；返台後不久，辜金良便通過廖瑞發的安排認識張志忠，並經吸收加入中國共產黨台灣省工作委員會（省工委）開始從事地下工作。之後許分也透過辜金良介紹認識張志忠加入省工委，參與台灣自治聯軍與二十一師的作戰。
1947年辜金良加入省工委後從事交通員工作，將貿易所得提供給張志忠，之後改隸於蔡孝乾直屬。1950年辜金良遭到逮捕入獄，坦承將財物交付張志忠，然時《懲治叛亂條例》尚未公告，辜金良遂獲判感訓三年。1950年底，依蔡孝乾供述利用辜金良進口木材等事，雖辜金良堅不吐實最後仍被以參加叛亂組織定罪，判徒刑12年。

### 統一運動
1964年5月出獄，1965年透過難友陳明忠介紹與許金玉結縭，從事養鴨暨經營蛋行，事業逐漸上軌道，仍經常與難友聯繫，1976年因陳明忠案遭到留置四個多月，1987年台灣解嚴後，積極推動成立「台灣地區政治受難人互助會」，致力協助支持中國統一的勞動黨、中國統一聯盟等社會團體，不追求物質生活把錢捐助給需要幫助的人與團體，以追求統一與實現社會主義理想為職志，辜金良晚年中風臥病在床，夫人許金玉賣掉蛋行，2002年許金玉成立「辜金良文教基金會」繼續推動兩岸統一活動，2005年1月6日辜金良病逝。

## 陳明忠案
1976年7月4日發生陳明忠案，陳金火、蔡意誠、王乃信、蔡國智、辜金良、張先蛋、鄭溪北等人先後遭到留置約談，其中林賜安、蔡國智、袁乃匡、辜金良四人被留置四個多月因為查無證明獲釋，此案多人遭判十年至七年不等徒刑。

## 平反
2018年10月5日，促進轉型正義委員會促轉三字第1075300110B號函文，正式撤銷受難者林慶雲君等1270人之刑事有罪判決暨其刑，其中 (39)安潔字第 2945 號，有關辜金良參加叛亂之組織之有罪判決暨其刑之宣告正式撤銷。